# وسيم البزور
وسيم حسن عبد الله البزور (مواليد 24 نوفمبر 1979 في الرمثا، الأردن) هو لاعب كرة قدم أردني معتزل، كان يلعب مع نادي شباب الأردن في الدوري الأردني للمحترفين كمدافع. مثّل منتخب الأردن لكرة القدم بين عامي 2006 و2008.

## الأهداف الدولية
| # | التاريخ       | المكان   | الخصم      | النتيجة | الحصيلة | المنافسة                          |
| - | ------------- | -------- | ---------- | ------- | ------- | --------------------------------- |
| 1 | 31 يناير 2008 | الزرقاء  | سنغافورة   | 2–1     | فوز     | مباراة ودية                       |
| 2 | 26 مارس 2008  | عشق آباد | تركمانستان | 2–0     | فوز     | تصفيات كأس العالم لكرة القدم 2010 |

## روابط خارجية
- وسيم البزور على موقع الاتحاد الدولي (مؤرشف)  (الإنجليزية)
- وسيم البزور على موقع ناشيونال فوتبول تيمز (الإنجليزية)